# Heather Jackson
Heather Jackson (Exeter, 24 de abril de 1984) es una deportista estadounidense que compitió en triatlón. Ganó una medalla en el Campeonato Mundial de Ironman de 2016. y dos medallas en el Campeonato Mundial de Ironman 70.3 en los años 2012 y 2013.

## Palmarés internacional
| Campeonato Mundial | Campeonato Mundial     | Campeonato Mundial | Campeonato Mundial |
| Año                | Lugar                  | Medalla            | Prueba             |
| ------------------ | ---------------------- | ------------------ | ------------------ |
| 2016               | Hawái (Estados Unidos) | Medalla de bronce  | Individual         |

| Campeonato Mundial | Campeonato Mundial         | Campeonato Mundial | Campeonato Mundial |
| Año                | Lugar                      | Medalla            | Prueba             |
| ------------------ | -------------------------- | ------------------ | ------------------ |
| 2012               | Henderson (Estados Unidos) | Medalla de bronce  | Individual         |
| 2013               | Henderson (Estados Unidos) | Medalla de plata   | Individual         |